# Journal of Quaternary Science
Journal of Quaternary Science (аббр.: JQS; J. Quat. Sci.) — англоязычный международный журнал по исследованиям четвертичного периода.
Рецензируемый научный журнал, выпускаемый Ассоциацией четвертичных исследований (Quaternary Research Association, Великобритания).

## Описание
Журнал основан в 1986 году. Он охватывает описание исследований по всем темам четвертичной геологии.
В журнале публикуются научные статьи преимущественно в ежегодных двух тематических выпусках. Дискуссии и письма периодически публикуется вместе с заказными комментариями и отзывами.
По данным Журнала цитирования, журнал в 2012 году имел импакт-фактор составляет 2.939.

## Издатель
Журнал публикуется для Ассоциации четвертичных исследований (Quaternary Research Association) издательской компанией Wiley.